# Университет Буэа
Университет Буэа (англ. University of Buea, UB) — государственный университет в Буэа, Юго-Западный регион, Камерун. Наряду с университетом Баменды один из двух англоязычных университетов Камеруна.
Находится в историческом районе Буэа, бывшей столицы Немецкого и Британского Камеруна, современной столицы Юго-Западного региона Камеруна и непризнанного государства Амбазония.
Основан в 1985 году как Университетский центр и в 1993 году стал полноценным университетом в соответствии с постановлением камерунского правительства о реорганизации государственных университетов. Вместе с университетом Баменды использует британскую систему образования. Обслуживает граждан как из англоязычных, так и из франкоязычных регионов Камеруна и соседних стран, таких как Нигерия и Экваториальная Гвинея.
Численность студентов разных уровней по состоянию на 2024 год составляет около 33 тысячи человек. В университете работают около трёхсот постоянных преподавателей и около 200, занятых неполный рабочий день. Кроме преподавания, сотрудники университета занимаются исследованиями в областях, имеющих отношение к Юго-Западному региону. Одними из приоритетных лингвистических направлений в университете является изучение языка бабанки, в частности его ритуальная речь, исследования и документирование королевского почётного языка королевства Бафут и языка Банту Северо-Западного Камеруна. В дополнение к академическим программа университет поощряет исследования и инновации с помощью различных исследовательских центров, фондов и организаций.

## Факультеты
Состоит из нескольких факультетов, предлагающих программы бакалавриата и магистратуры в различных областях обучения. В университете есть факультет последипломного образования, который предлагает учёные степени по различным научным дисциплинам:
- Инженерно-технологический факультет
- Факультет искусств
- Педагогический факультет
- Факультет подготовительного медицинского образования
- Факультет медицинских наук
- Факультет естественных наук
- Факультет социальных наук и управления
- Факультет сельского хозяйства и ветеринарии
- Факультет права и политологии